# Rónai István (zongoraművész)
Rónai István (Kolozsvár, 1940. július 6. – Kolozsvár, 2019. augusztus 19. előtt) zenei író, zongoraművész. Rónai Antal fia.

## Élete
A Zenei Líceumot szülővárosában, Kolozsváron végezte el 1958-ban. 1963-ban a Gheorghe Dima Zenekonzervatórium zongora szakán is jeleskedett. Ugyanitt lépett a főiskolai pályára is. Itt elérte a professzori rangot. Később zongorakísérő kamarazenész volt.
Legelső írását az Utunk című folyóiratban közölte 1968-ban. A Hét című lap zenei rovatának állandó cikkszerzőjeként vált elismertté. Az Igazságnak is írt. Tömören megírt zenei témájú kritikáit, zenei tárgyú kisesszéit, valamint aforizmáit az önálló meglátás eredeti jellege és a megírás leleményes, jól észrevehető tömörsége jellemzi.
Egy nagyobb lélegzetű, hosszabb idő alatt megírt munkájában a Kolozsváron található Állami Magyar Opera történetét értelmezi újra Az utolsó negyvennégy a kétszázból (Egy vázlat vázlata) cím alatt a Kolozsvár magyar színháza (1992) című kötetben.